# Lacus Aestatis
Lacus Aestatis (Lago de Verão) é um lago lunar consistindo de duas pequenas regiões de mares lunares com cerca de 90 km de diâmetro, e área de cerca de 1.000 k2.

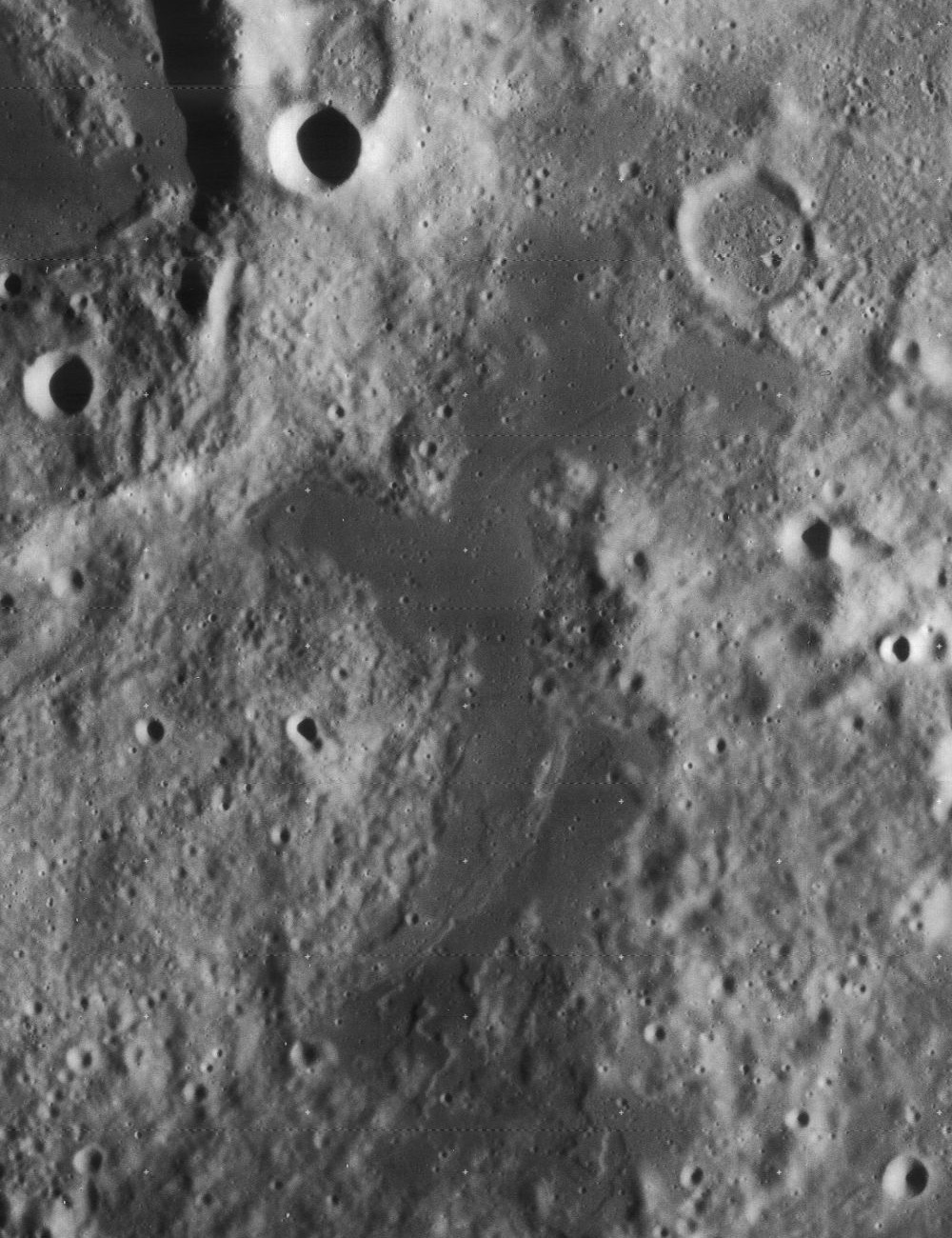
Imagem do Lacus Aestatis feita pela Lunar Orbiter 4.